# Mikaela Sonck
Mikaela Sonck, född Ekbom 31 mars 1975 i Ekenäs i Finland, är en finlandssvensk frilansfotograf, nyhetsreporter och programledare i finländsk TV. Hon har arbetat för barn/ungdomsprogrammen Språkbråk och Pussel, samt för reseprogrammet På Luffen och nyhetsprogrammet Närbild, som är populärt både bland svensk- och finsktalande. Mikaela Sonck har tidigare också arbetat med radio på Svenska YLE samt som producent för Svenska Yles webbsidor. Sonck har gett ut en antologi om ofrivillig barnlöshet med titeln Utan på Söderströms förlag 2011 samt antologin Naken på Schildts & Söderströms förlag år 2013. Sonck var bosatt i Stockholm åren 2011-2017 och var då med och startade Viaplay på MTG. Under åren 2015-2017 arbetade hon som producent på SVT. Sonck återvände till Helsingfors i januari 2018 för att bli ansvarig producent för barninnehållet på Svenska Yle i Finland. Under åren 2020-2022 arbetade hon som Mediechef för Svenska Yle, med ansvar för utgivningen av alla Yles svenska kanaler. Sommaren 2022 rekryterades hon av UR, som är en av tre public service bolag i Sverige, och jobbar sedan augusti 2022 som Kommunikatonschef för UR i Stockholm. 